# Monasterio Chulevi
El monasterio Chulevi o Monasterio Chulevi de San Jorge (en georgiano: ჭულევის მონასტერი), es una iglesia monástica ortodoxa georgiana del siglo XIV ubicada en el suroeste de Georgia dentro de la región de Samtsje-Yavajeti. El monasterio se conoce alternativamente como Chule (ჭულე) o Chulevi (ჭულები).

## Ubicación
El monasterio de Chulevi se encuentra en la orilla izquierda del río Kvabliani, cerca de la ciudad de Adigeni, en la histórica provincia de Samtskhe. El sitio era el hogar de una comunidad monástica ya en el siglo XI, pero fue en la última parte del siglo XIV cuando se construyó el edificio actual para convertirse en un importante centro religioso y cultural en el sur de Georgia. Una inscripción al fresco en el modelo de escritura asomtavruli (ასომთავრული) georgiano medieval revela el nombre del artista «Arsen» que pintó el interior de Chulevi en 1381.

## Descripción

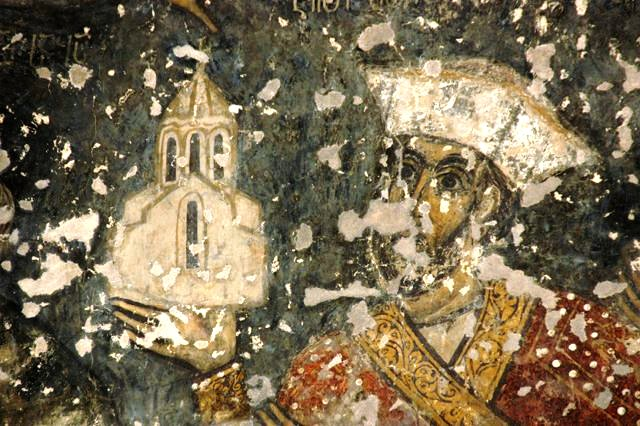
Fresco del príncipe Jaqeli en el monasterio Chulevi,.

Los murales pintados en el interior representan, entre otros, un retrato grupal de la casa principesca local de Jaqeli, mecenas del monasterio.
El monasterio Chulevi comparte una serie de características comunes con las iglesias contemporáneas y cercanas ubicadas de los monasterios Zarzma y Sapara, como el modelo general típicamente alargado y el espacio interior de forma rectangular sin proyecciones, la construcción principal es una cúpula que descansa sobre las paredes del altar y dos cruceros. San Jorge es el icono representativo de monasterio, como símbolo:«El Dios de las tribus y el Espíritu Santo de Giorgi Chulisa, la Iglesia completa de Chiesi».

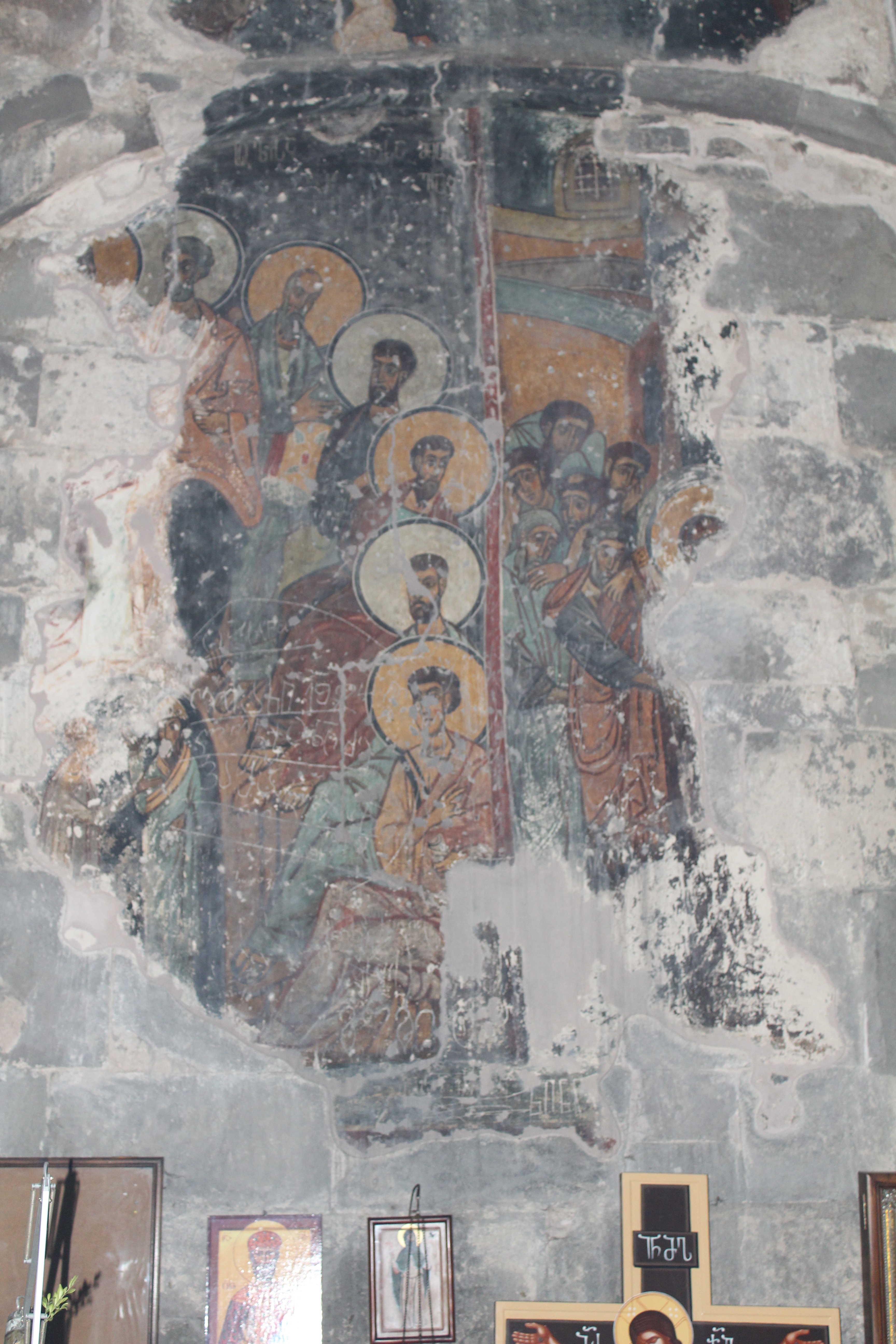
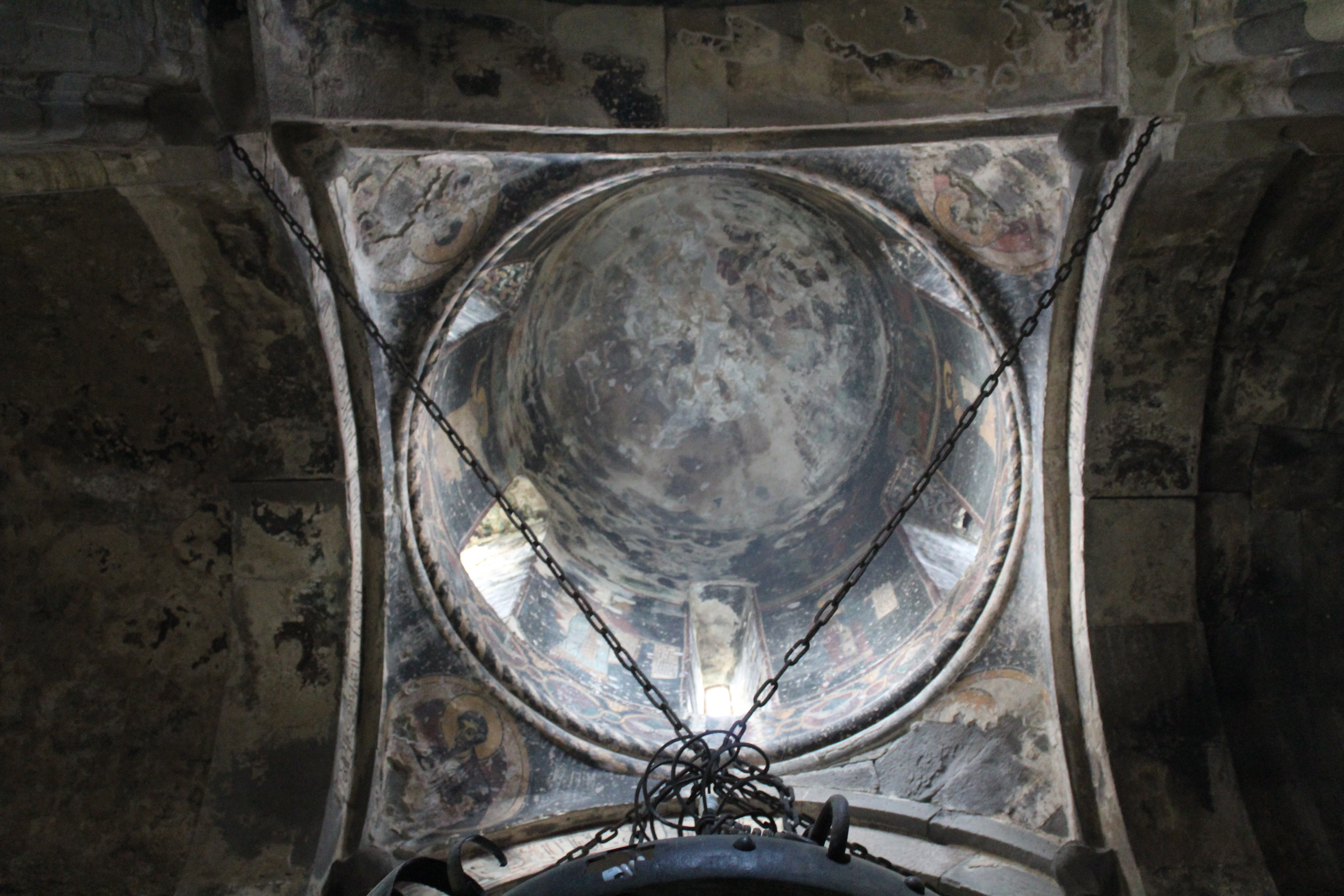
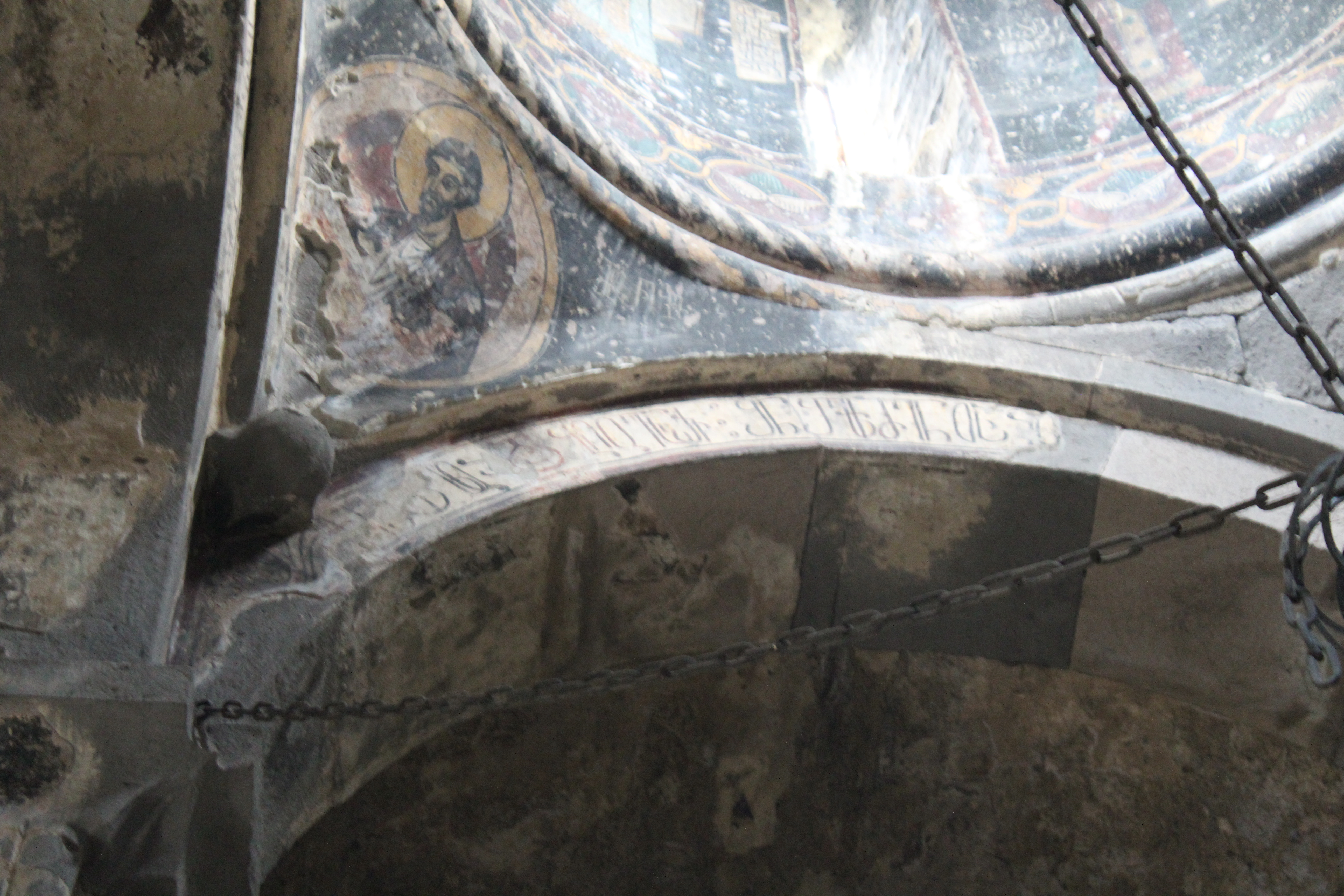
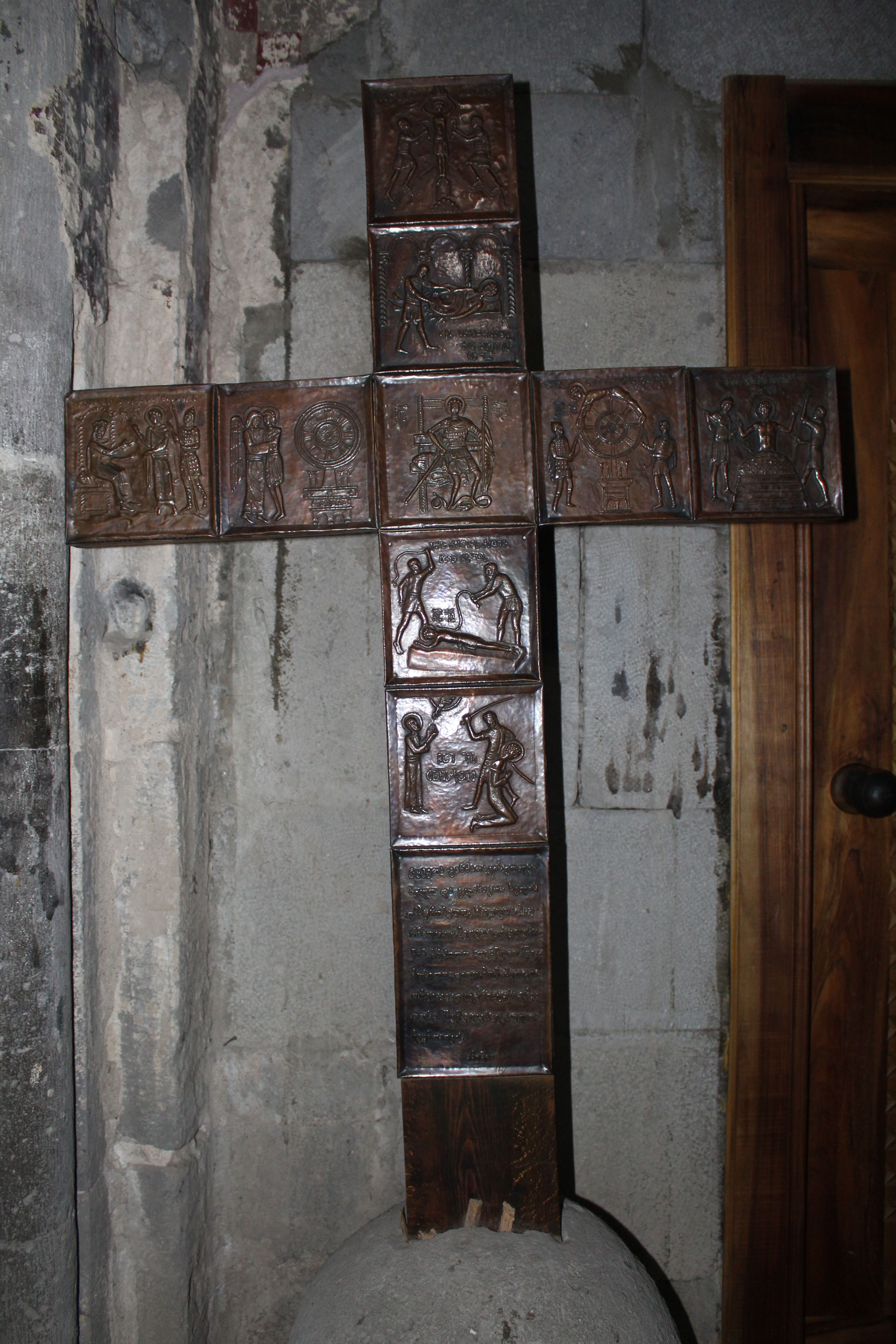

## Historia posterior
Después de la conquista otomana del área, el monasterio Chulevi se abandonó por completo en 1595. Los lugareños, que todavía practicaban el cristianismo en ese momento, salvaron las campanas y algunos otros artículos de la iglesia enterrándolos en el bosque adyacente. Las campanas se descubrieron accidentalmente en la década de 1980 y se donaron al museo local Ajaltsije, pero finalmente se entregaron al monasterio una vez que se restauró en la Iglesia Ortodoxa de Georgia en octubre de 1999.
Un equipo de arquitectos rusos intentó, sin éxito, reparar la iglesia en 1935/36 y se perdieron varios detalles arquitectónicos en el proceso. Otro intento de rehabilitación se realizó en los años 1970 y 1980, pero fue interrumpido. No fue hasta el 2003 que se iniciaron los trabajos de campo de reconstrucción sistemática y el monasterio ha sido reparado en gran parte desde entonces.

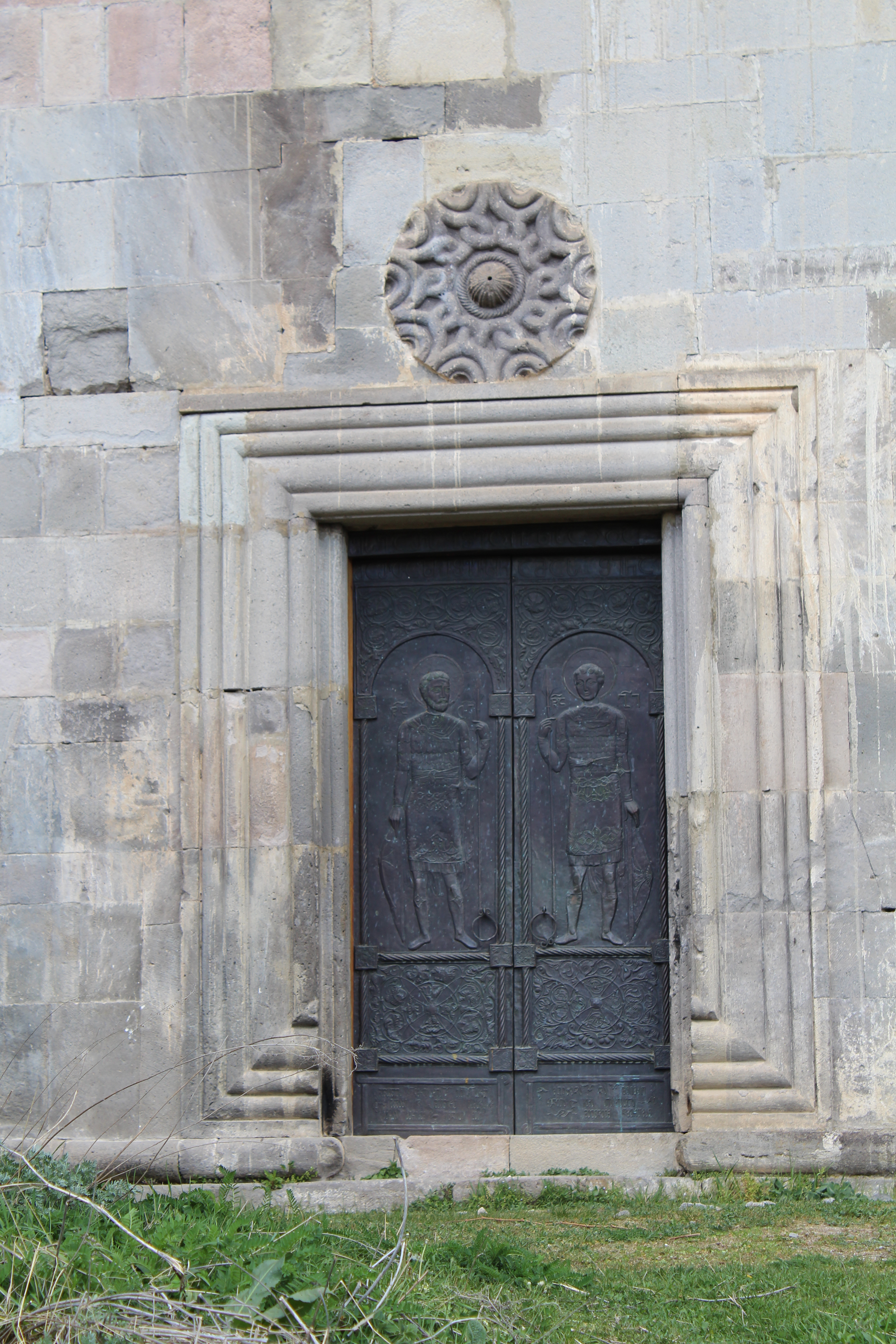
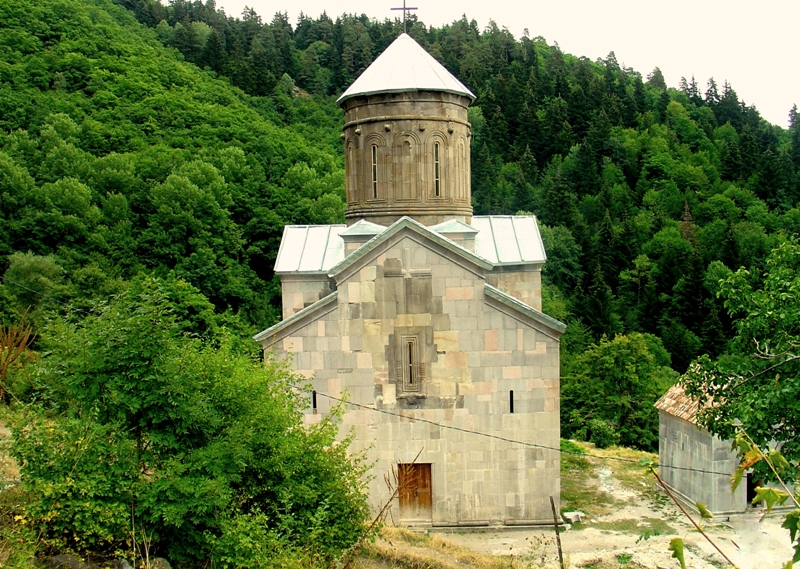
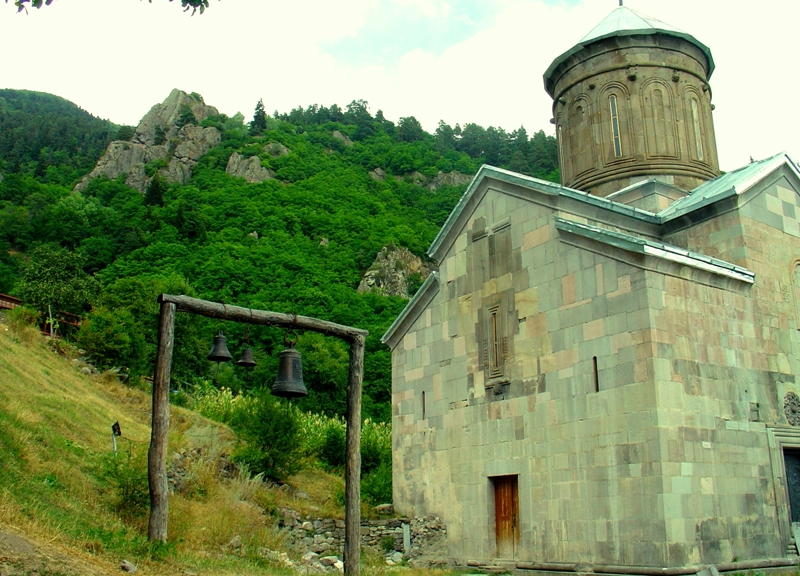
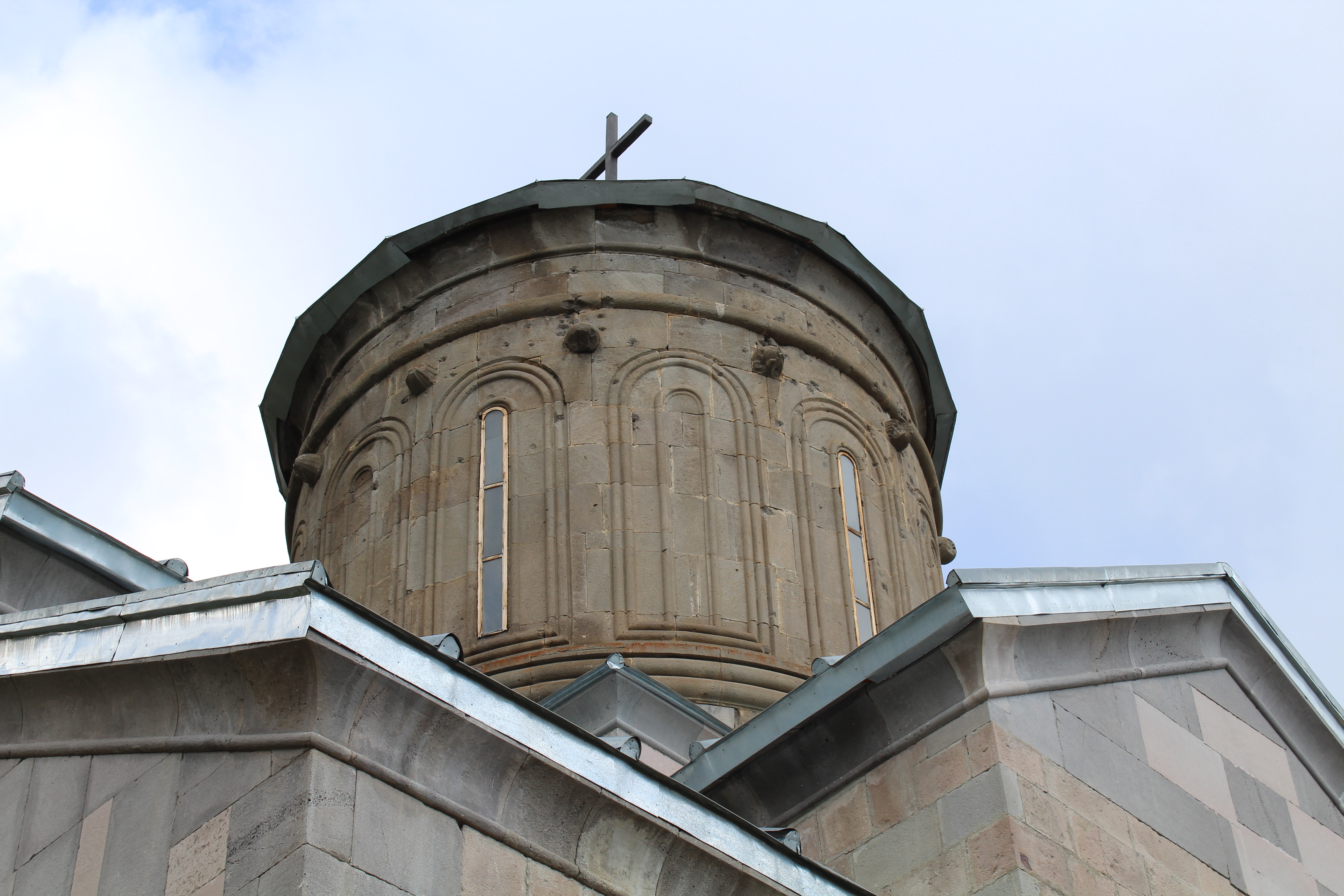